# Grzęda Olkuska
Grzęda Olkuska (ok. 407 m) – wzniesienie (grzęda) w rezerwacie przyrody Pazurek między miejscowościami Jaroszowiec i  Pazurek, w województwie małopolskim, w powiecie olkuskim. Znajduje się na Płaskowyżu Ojcowskim na Wyżynie Olkuskiej. 
Grzęda Olkuska położona jest w ciągu mało wybitnych wzniesień między Jastrząbką a Cisową Skałą. Jest całkowicie porośnięta lasem. 

## Szlaki turystyczne
Zboczami Olkuskiej Grzędy prowadzi zielony szlak turystyczny będący odgałęzieniem Szlaku Orlich Gniazd oraz tworząca zamkniętą pętlę ścieżka dydaktyczna rezerwatu Pazurek.
 Januszkowa Góra – rezerwat przyrody Pazurek – Jaroszowiec
 ścieżka dydaktyczna rezerwatu Pazurek